# Česko-čínské vztahy
Česko-čínské vztahy jsou mezinárodní vztahy mezi Českem a Čínou. Formálně vznikly v roce 1919 mezi tehdejším Československem a Čínou. Vztahy se prohloubily díky obchodu a turismu mezi těmito zeměmi zejména po začátku 21. století.
Česká kontrarozvědka Bezpečnostní informační služba (BIS) vyjádřila, že čínské tajné služby patří spolu s ruskými v Česku k nejaktivnějším. Dále BIS identifikovala čínské snahy aktivně zasahovat do české politiky, diplomacie a ekonomiky.

## Historie

### 20. století
Za jako první nepřímý kontakt mezi vládou Čínské republiky a politickou reprezentací Československa je považován dokument Deklarace o vyvedení vojska z Vladivostoku (také Vladivostocká deklarace). Tento dokument ze srpna 1918 umožňoval československým legiím průjezd přes území Číny. Jedná se tedy o první dokument, který si obě strany vyměnily za více než sto let trvajících vztahů. Prvním československým představitelem na čínském území byl M. R. Štefánik, který v Charbinu dojednal založení prvního zastupitelského úřadu. M. R. Štefánik tento úřad nazval konzulátem, avšak čínská strana s tímto názvem nesouhlasila, jelikož Československo nemělo tehdy s Čínou podepsanou řádnou smlouvu. Tento úřad byl tedy přejmenován na „Úřad zplnomocníka vlády Republiky Československé“.
Československo bylo první zemí v Evropě, která po první světové válce začala s Čínou jednat o smlouvě. Na mírové konferenci v Paříži došlo k prvnímu setkání ministrů zahraničí obou zemí. Ti se zde domluvili na vzájemném uznání. V roce 1919 tedy Čína uznala nově vzniklou Československou republikou, avšak pouze de facto. K uznání v souladu s právem došlo až o jedenáct let později, v únoru roku 1930, kdy byla podepsána Česko-slovensko-čínská přátelská a obchodní smlouva a došlo k navázání diplomatických styků.
Zboží z Československa se v Číně těžko prosazovalo. Československo mělo po svém vzniku dobré předpoklady pro rozvoj hospodářských vztahů, bohužel však neexistovala řádná obchodní smlouva, která by rozvoji napomohla. V Číně se prosadily pouze velké firmy, jako například Baťa, Škoda Plzeň, Zbrojovka Brno a Vítkovické železárny. Škoda Plzeň dodávala do Číny lokomotivy a investiční celky jako např. cukrovary či elektrárny. Čína začala od Československa nakupovat průmyslové vybavení a to především zbraně pro modernizaci své armády. Ani po podpisu dohody v roce 1930 však nedošlo k velkému oživení obchodních kontaktů mezi zeměmi.
V roce 1930 došlo k prvnímu umístění československého velvyslanectví a konzulátu do obchodní metropole Šanghaj, nikoliv do tehdejšího hlavního města Nankingu. Československá vláda to vysvětlila tím, že v Číně má pouze hospodářské zájmy, nikoliv politické, a Šanghaj byla lepším městem pro umístění těchto zastupitelských úřadů. O rok později došlo v Charbinu k obnovení československého konzulátu, který byl v roce 1925 zrušen z finančních důvodů. Prvním velvyslancem byl Rudolf Feitscher, který byl německé národnosti. Během jeho působení se na velvyslanectví hovořilo německy, což nepřispělo ke zviditelnění Československa mezi Číňany. V roce 1937 ho vystřídal Jan Šeba. Po napadení Nankingu Japonci se KMT vláda evakuovala do Čchung-čchingu, kam československé velvyslanectví neposlalo žádného zástupce. Velvyslanectví v Šanghaji však nadále fungovalo do března 1939, kdy ho Jan Šeba předal německým úřadům. Během druhé čínsko-japonské války zastupovala funkci zastupitelského úřadu krajská organizace „Československý kroužek v Šanghaji“. V roce 1942 došlo k otevření vyslanectví v Čchung-čchingu, které bylo o dva roky později povýšeno na velvyslanectví.
Po vítězství Číny nad Japonskem se československé velvyslanectví přemístilo z Čchung-čchingu do Nankingu. Obě vlády udržovaly korektní vztahy i během následující Čínské občanské války. Po této válce nacionalistická strana Kuomintang, vedená generálem Čankajškem, uznala porážku a stáhla se z kontinentální Číny na čínský ostrov Tchaj-wan a vyhlásila Čínskou republiku. Československá republika uznala 6. října 1949 suverenitu Mao Ce-tungovy komunistické kontinentální Čínské lidové republiky. Po uznání ČLR se československé velvyslanectví přesunulo z Nankingu do Pekingu, nového hlavního města Číny.
K všestrannému rozvoji česko-čínských vztahů přispěla padesátá léta. V březnu 1950 přijela první československá obchodní delegace do Pekingu a o tři měsíce později podepsala první dohodu mezi ČLR a ČSR o výměně zboží. Československá delegace vedená Jaroslavem Průškem položila v lednu 1951 základ pro kulturní spolupráci. Hlavním zájmem delegace byl především podpis kulturní dohody a získání základní kolekce čínského písemnictví pro studium sinologie. Několik desítek svazků se dnes nachází v Lu Xunově knihovně Orientálního ústavu v Praze. Dohoda o kulturní spolupráci, o poštovní službě a telekomunikačním styku a o vědeckotechnické spolupráci byla podepsaná 6. května 1952 místopředsedou vlády Václavem Kopeckým. Následně došlo k bohaté kulturní výměně. Započala výměna studentů, zástupci ČLR se účastnili filmového festivalu v Karlových Varech, a překlady čínské literatury se staly velice oblíbenými.
V roce 1968 Čína vehementně odsoudila sovětskou invazi do Československa. Dne 23. srpna 1968 přednesl premiér a ministr zahraničí Zhou Enlai projev na rumunském velvyslanectví v Pekingu a obvinil Sovětský svaz z „fašistické politiky, velkého mocenského šovinismu, národního egoismu a sociálního imperialismu“. Zhou porovnal invazi do Československa v roce 1968 s Hitlerovou politikou vůči Československu v letech 1938-39 a americkou politikou ve Vietnamu.Ideologická roztržka mezi Komunistickou stranou Číny a KSSS, neúspěšná politika Velkého skoku, Kulturní revoluce a události v Československu roku 1968 vedly v šedesátých letech k ochlazení vztahů mezi zeměmi a tento stav trval téměř dvacet let.
Od roku 1972 ztratila Čínská republika právo reprezentovat Čínu v OSN. Toto právo přešlo pod Čínskou lidovou republiku, která uplatňuje politiku jedné Číny. Diplomatické vztahy s ČLR tedy de facto znamenají uznání této politiky (nelze mít oficiální diplomatické styky s ČLR a Tchaj-wanem zároveň).
Ke znovuobnovení československo-čínských vztahů dochází až v osmdesátých letech. V březnu 1987 navštívil Čao C'-jang, tehdejší generální tajemník KS Číny, Československo. Tato návštěva byla považována za znovunastartování vzájemných kontaktů. Události v Československu v roce 1989, které vyústily v pád komunismu, však měly vliv na následující vývoj vzájemných vztahů.

### 21. století

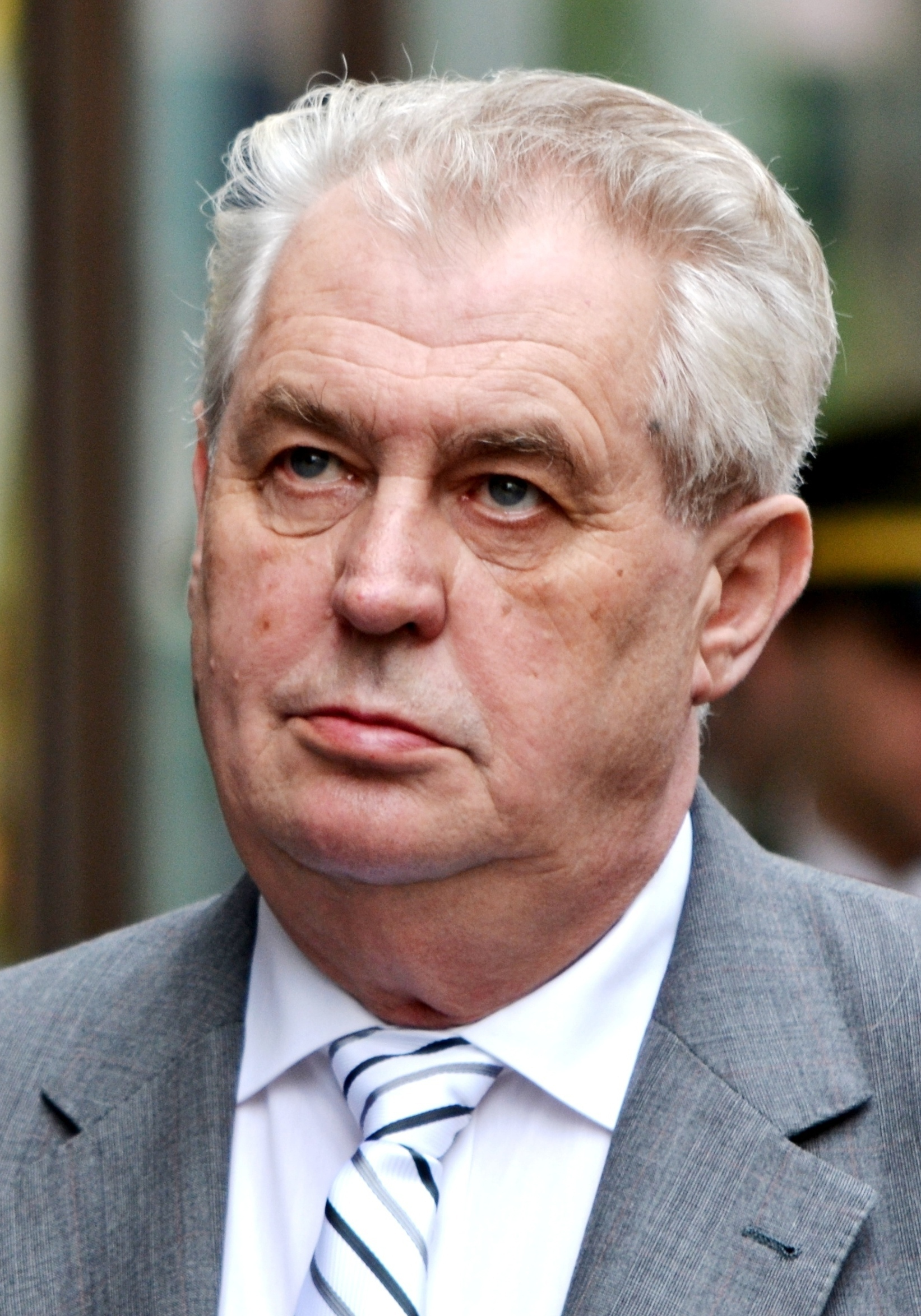
Miloš Zeman v letech 2013–14 inicioval sblížení česko-čínských vztahů se smíšenými výsledky.

Miloš Zeman, který působil v letech 1998 až 2002 jako předseda vlády České republiky a v letech 2013 až 2023 jako prezident, se snažil navázat blízké vazby s Čínou prostřednictvím "ekonomické diplomacie". Do roku 2019 mělo toto sbližování smíšené výsledky, včetně několika hospodářských a politických kontroverzí.
Po roce 2018 ochladly česko-čínské vztahy. Důvodem byla bezpečnostní rizika (varování BIS) spojená s používáním zařízení Huawei a ZTE pro klíčovou infrastrukturu jako jsou telekomunikační sítě.  Dalším důvodem ochlazení vztahů byly nerealizované investice z Číny v hodnotě miliard amerických dolarů, očekávané v České republice na základě politických jednání s Čínou.
Miloš Zeman Čínu kritizoval z důvodu neuskutečněných čínských investic ve výši 95 mld. korun a odmítl návštěvu svého čínského protějšku prezidenta Si Ťin-pchinga v dubnu 2019.
V roce 2019 si čínské velvyslanectví stěžovalo na názory některých českých politiků ohledně demonstrací v Hongkongu, které označilo za „chybné". Tím dle sinoložky Kateřiny Procházkové porušilo Vídeňskou úmluvu, která říká, že velvyslanectví nesmějí komentovat výroky politiků v zemi působení. České Centrum proti terorismu a hybridním hrozbám spadající pod Ministerstvo vnitra ČR reagovalo na výrok čínského velvyslanectví tak, že se v Česku od roku 1989 (sametová revoluce) termín „chybné názory" nepoužívá, naopak Listina základních práv a svobod zavedla termín „svoboda projevu".
Kvůli zhoršujícímu se zdravotnímu a svému zdiskreditování vazbou na bývalého prominenta a oficiálního hradního poradce Jie Ťien-minga přestával být Miloš Zeman „motorem“ česko-čínského sbližování.
Během roku 2019 se Česko-čínské vztahy zhoršily. Byla vypovězena sesterská smlouva mezi Prahou a Pekingem kvůli sporům o jejím politickém obsahu. Praha následně navíc podepsala partnerství s Tchaj-pejí, hlavním městem Tchaj-wanu. V reakci na to přerušila s Prahou styky také Šanghaj. Čína dále kritizovala i plánovanou cestu zesnulého předsedy české Senátu Jaroslava Kubery na Tchaj-wan. V únoru 2020 byl zveřejněn dopis, který zaslalo čínské velvyslanectví v polovině ledna Jaroslavu Kuberovi. V dopise, který je napsán velmi nestandardní formou diplomatické komunikace sdělilo, že pokud Kubera cestu na Tchaj-wan uskuteční, lze předpokládat politické i ekonomické negativní důsledky. Čínské ministerstvo zahraniční, agentuře Reuters, následně sdělilo, že neví odkud se informace vzaly.

## Veřejné mínění
V roce 2019 z výzkumu agentury STEM vyplynulo, že Češi mají k Číně nejnegativnější vztah ze 23 vybraných zemí světa (19 z nich v Evropě).

## Obchod
Bilance zahraničního obchodu mezi ČR a Čínou je záporná. Obchod sice mezi Českem a Čínou několikanásobně vzrostl od roku 2008, avšak dovoz z Číny do ČR je desetkrát větší než český export do Činy (2018). V roce 2017 tvořil český vývoz do Číny 1,32 % všech českých vývozů. Čínský dovoz do Česka tvořil 12,58 % celkového českého dovozu. V Číně tvořily vývozy do Česka 0,39 % ze všech vývozů, importy 0,2 %.

## Špionáž a čínský vliv
Bezpečnostní informační služba (BIS) vyjádřila, že čínské tajné služby patří spolu s ruskými v Česku k nejaktivnějším. Čínská špionáž, jenž zaměstnává dle BIS statisíce osob, cílí na „silové resorty a klíčové sektory, jako jsou energetika, telekomunikace, finance, logistika, zdravotnictví a špičkové technologie. Věnují se také ekonomické a vědeckotechnické špionáži“.
Bezpečností informační služba ve své výroční zprávě v roce 2019 uvedla, že Čína aktivně zasahuje do české politiky, diplomacie i ekonomiky. Svůj vliv Čína cílí na české akademiky, bezpečnostní složky i státní úředníky, tak, že je například zve zadarmo na poznávací zájezdy, školení či semináře. Čína si tak dle BIS vytváří síť kontaktních důvěryhodných osob, které budou Číně nakloněni a budou ji vycházet vstříc. Čínská strana také vydávala v roce 2018 co největší úsilí, aby omezila spolupráci Tchaj-wanu a České republiky. BIS zároveň zaznamenala čínský kybernetický útok na sítě Ministerstva zahraničních věcí ČR. Zpráva BIS také popisuje, že Čína na Česko cílí kybernetické útoky či technologickou špionáž.

## Partnerská města Prahy

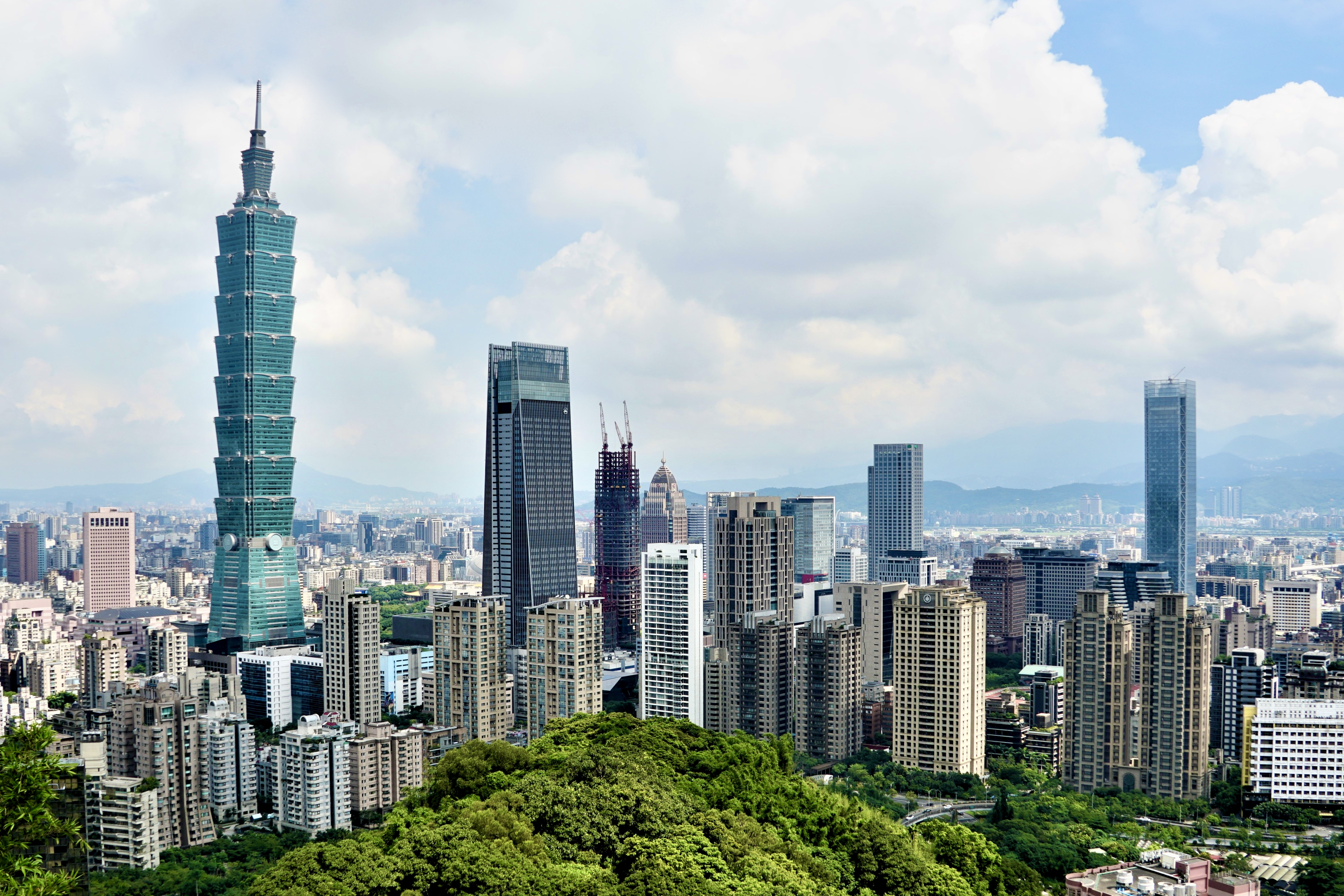
Tchaj-pej – hlavní město Tchaj-wanu

### Tchaj-pej (od roku 2001)

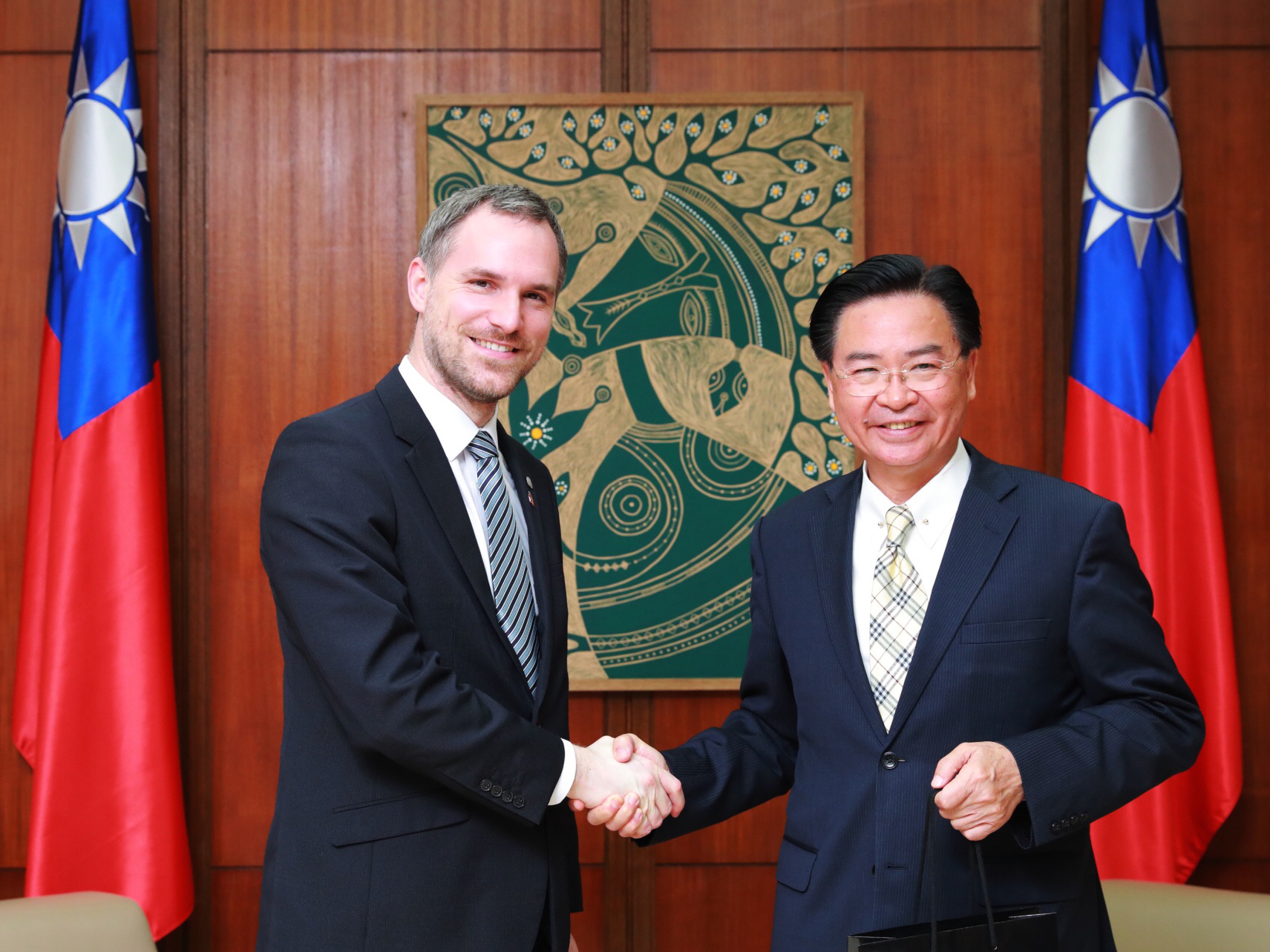
Hřib a Ministr zahraničí Tchaj-wanu, Joseph Wu v dubnu 2019

Tchaj-pej – hlavní město Tchaj-wanu – uzavřela partnerskou smlouvu (Memorandum o porozumění, spolupráci a vzájemných výměnách) s Prahou v roce 2001. Důvodem k navázání vztahů byla především podpora tchajwanských investic do Prahy a ČR. V lednu 2020 uzavřela Praha další partnerskou smlouvu s Tchaj-pejí.

### Peking (2016–2019)

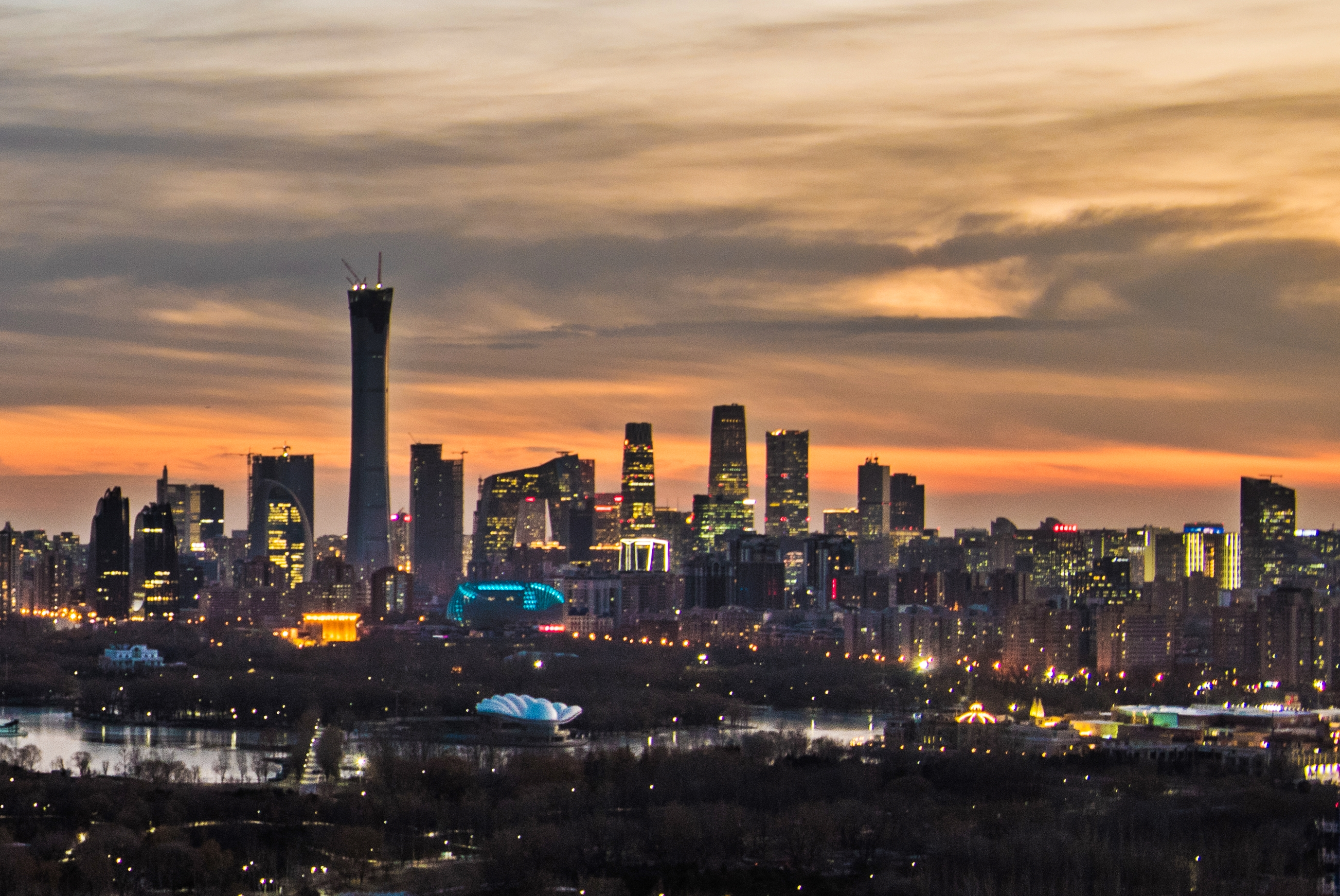
Panorama Pekingu

Za pražské primátorky Adriany Krnáčové v roce 2016 podepsal pražský magistrát s pekingskou samosprávou partnerskou smlouvu o sesterství měst Praha a Peking. Smlouva, která mimo jiné zahrnovala i souhlas s tvrzením, že Praha uznává politiku jedné Číny (zahrnující území pod jurisdikcí Tchaj-wanu), byla obhájena vedením Prahy tak, že Peking článkem podmiňoval plánované zapůjčení pandy velké do pražské zoo. Dále měla ukotvit hospodářskou a kulturní spolupráci.

#### Snaha pozměnit smlouvu
Následující primátor Zdeněk Hřib (úřadující od roku 2018) spolu s celou koalicí prohlásil, že lidská práva jsou pro město víc než panda v pražské zoo. Začalo tak jednání o vyřazení článku o uznání jednotné Číny ze smlouvy s Pekingem, čímž byla ztracena možnost získat pandu. Navíc, prezident Miloš Zeman ani tři roky po podepsání smlouvy o pandu svého čínského protějška nepožádal, bez čehož panda nemohla být získána. Zeman reagoval slovy, že o pandu nepožádal, protože si ji podle něj Praha nezaslouží. Peking neprojevil zájem smlouvu změnit, v září 2019 ji tak Praha nejspíše zruší. Hřib prohlásil „Rada hlavního města jako samospráva mě pověřila, abych vykonal všechny potřebné kroky k vyjmutí politické deklarace s partnerské smlouvy s Pekingem, jelikož tam nemá co dělat. Chceme apolitické vztahy založené na kulturní výměně.“
Čínské velvyslanectví v ČR prohlásilo, že pražský magistrát poškozuje zájmy Číny týkající se Tchaj-wanu či Tibetu, vyzvalo ho, aby to nedělal a „jednal ve prospěch společných zájmů obou národů“. Čína následovně zrušila v roce 2019 koncert Pražské filharmonie v Číně, důvodem byly nejspíše zhoršené pražsko-čínské vztahy kvůli snaze změny partnerské smlouvy s Pekingem z roku 2019.
Kauzou se v září 2019 zaobíral český ministr kultury Lubomír Zaorálek. Jednání s čínským velvyslancem Čang Ťien-minem český ministr předčasně opustil. Prohlásil, že nechtěl poslouchat jeho prázdná slova a nedošlo k žádné domluvě Později český prezident Miloš Zeman čínskému velvyslanci řekl, že jeho reakce na výrok pražského primátora Hřiba byla přehnaná.

#### Vypovězení smlouvy
V říjnu 2019 odsouhlasila Rada hl. m. Prahy vypovězení smlouvy s Pekingem. Čína prostřednictvím své ambasády v Praze v reakci na to varovala Prahu, že pocítí újmu, pokud co nejdříve nepřehodnotí své rozhodnutí. Čínská strana vyzvala k přizpůsobení se k „trendu současného vývoje a historického pokroku". Primátor Hřib v reakci na to uvedl, že nelze mluvit o partnerství, pokud jedna strana otevřeně vyhrožuje. O den později smlouvu vypověděl sám Peking. Kancelář pro mezinárodní záležitosti pekingského magistrátu uvedl, že doufá v to, že představitelé Prahy si co nejdříve uvědomí své chyby a konkrétními kroky napraví negativní dopady. S vypovězením partnerské smlouvy nesouhlasil prezident Miloš Zeman, podle kterého na něj Čína zareaguje tak, že ukončí financování fotbalového klubu Slavia a odkloněním letů, které měly směřovat do Prahy, do Chorvatska.
Po návštěvě Číny předsedou poslanecké sněmovny Radkem Vondráčkem bylo z jeho setkání s vedoucím oddělení mezinárodních styků ÚV KS Číny vydáno komuniké, ve kterém bylo mimo jiné uvedeno, že vládnoucí strany v obou zemích, Komunistická strana Číny a hnutí ANO, by měly „řádně vyřešit citlivou otázku, která by mohla ovlivnit vzájemnou důvěru.“

### Šanghaj

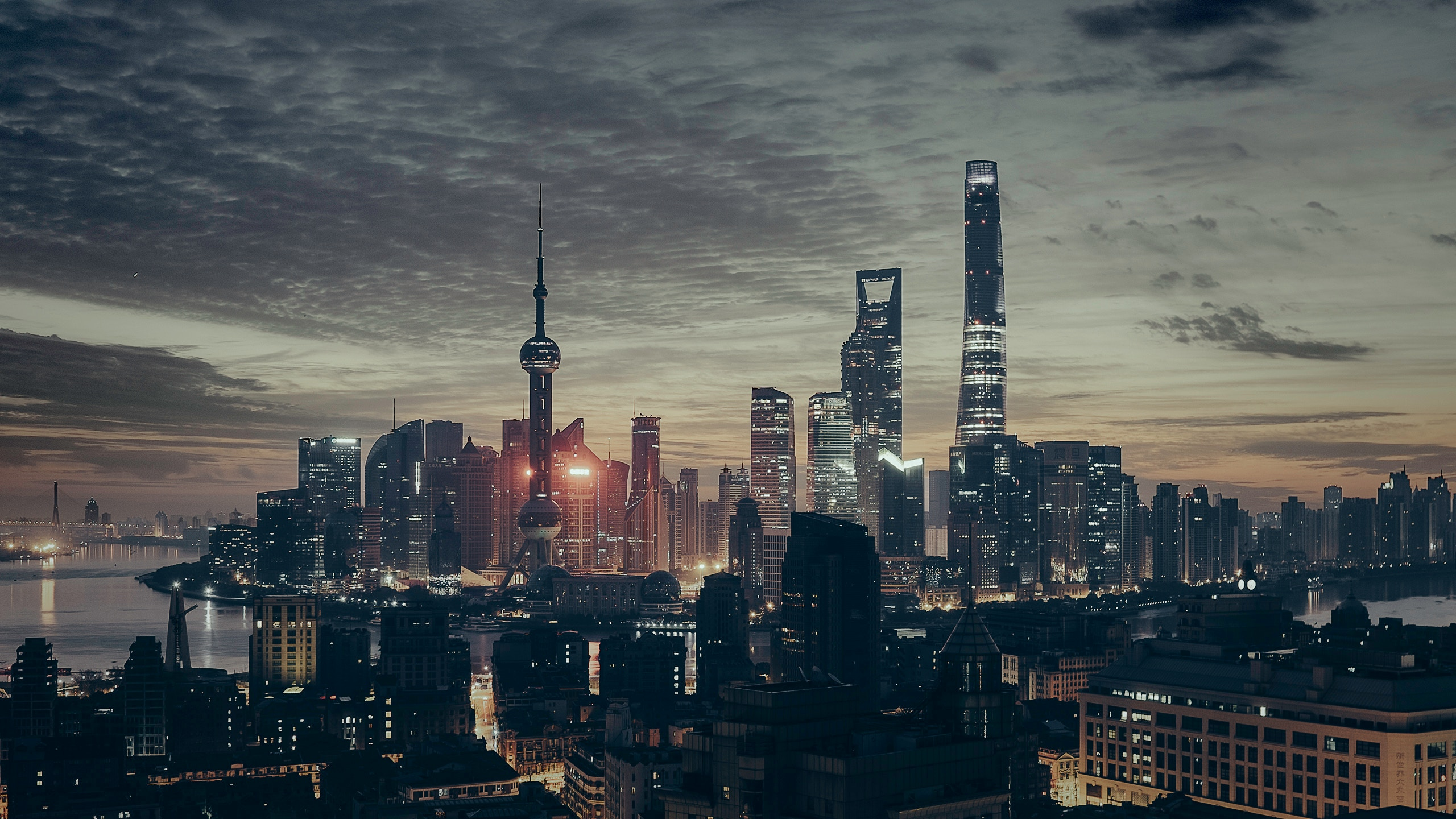
Šanghaj, finanční centrum Číny

Spolupráce mezi Prahou a Šanghají má počátky v roce 2005 v podobě pražské delegace do Šanghaje.
Jako reakci na uzavření smlouvy mezi Prahou a Tchaj-pejí v lednu 2020 zastavila veškeré oficiální styky s Prahou Šanghaj.
Novinář Edward Lucas píšící pro The Times a dříve působící v časopisu The Economist v reakci na rozhodnutí Šanghaje ukončit styky s Prahou vyzval, že „Ukázat solidaritu se statečnými Čechy by měla okamžitě i další evropská a australská města“. Francouzský analytik François Heisbourg vyzval k reakci pařížskou starostku Anne Hidalgovou.

### Ostatní
- Guangzhou[23]

## Zastupitelské úřady
- Čínské velvyslanectví v Praze

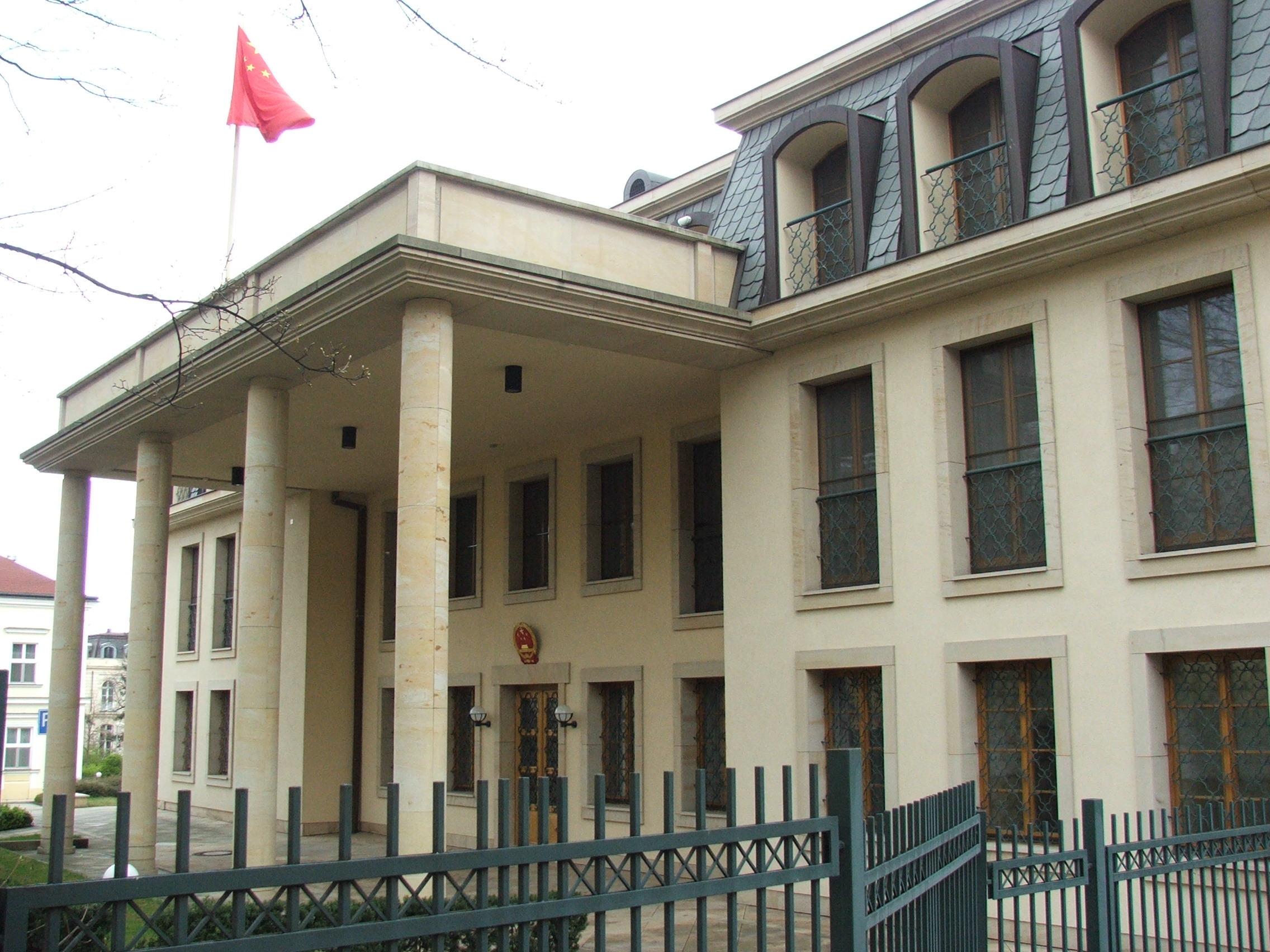
Čínské velvyslanectví v Praze

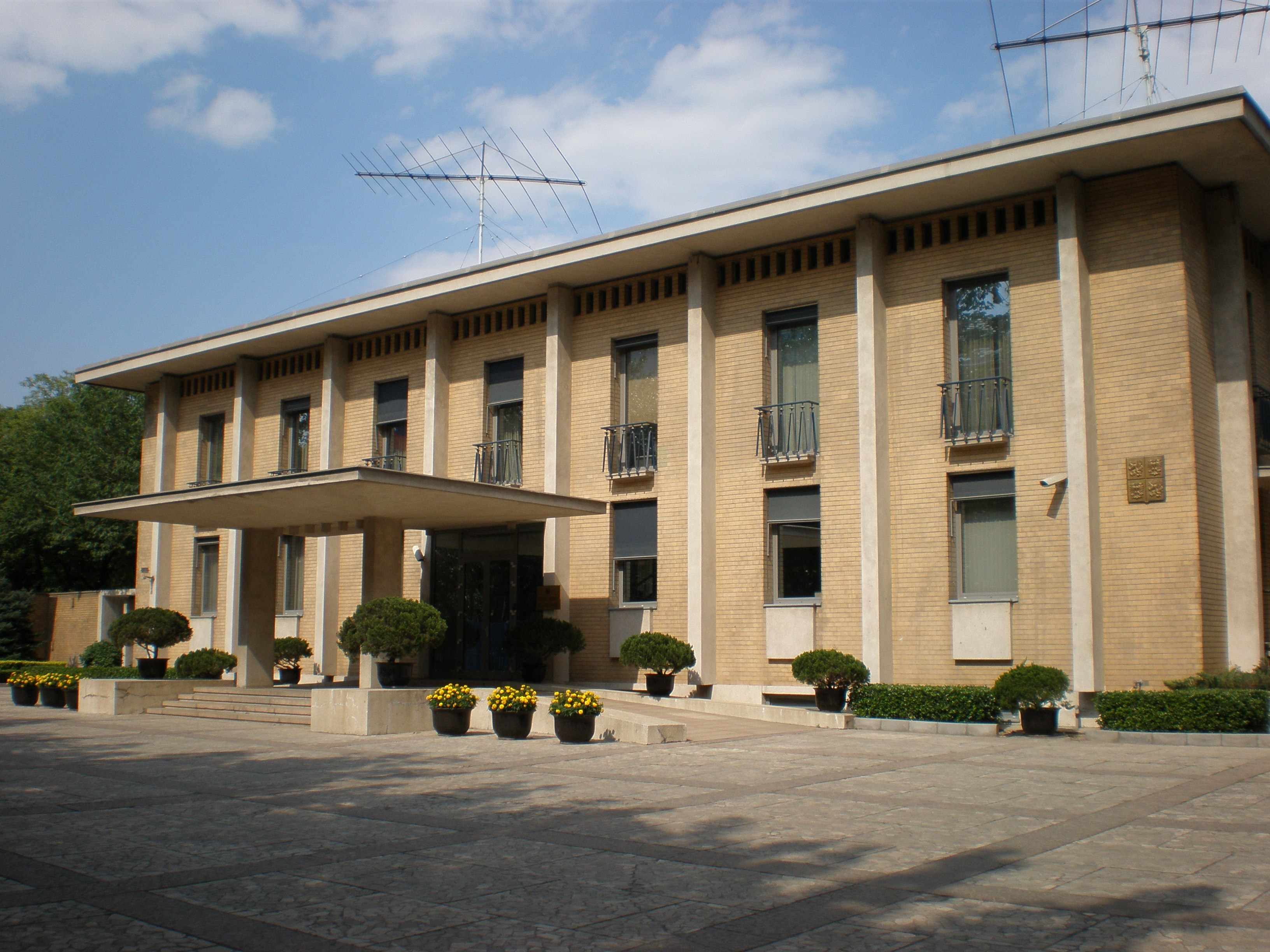
Česká ambasáda v Pekingu

- České velvyslanectví v Pekingu, generální konzuláty v Čcheng-tu, Hongkongu a Šanghaji